# Jakob Lauper
Pour les articles homonymes, voir Lauper.
Jakob Lauper, dit Zagi, né le 5 avril 1815 à Chevrilles/Giffers et mort le 19 mai 1891 à Napier, est un explorateur et chercheur d’or suisse.

## Biographie
Après avoir servi dans la Garde suisse pontificale, il effectue de multiples voyages en Australie et en Nouvelle-Zélande où une montagne, Lauper Peak, porte son nom, ainsi qu'une rivière, Lauper Stream, et un bivouac, Lauper Bivouac.
En 1863, à la demande du gouvernement néo-zélandais, il rédige un rapport en langue allemande,  traduit en anglais, sur son expédition la plus célèbre. Plus tard, en Suisse, il publie une version remaniée de ce rapport qui figure aujourd’hui à la Bibliothèque nationale suisse, à Berne, sous le nom de Reisen und Erlebnisse des Herrn Jakob Lauper von Giffers (Kanton Freiburg) in Neu-Seeland (Australien). L'une de ses expéditions, ainsi que son nom, sont aussi mentionnés par Jules Verne dans Les Enfants du capitaine Grant (1868).
Un chapitre rédigé par German Kolly a également été consacré à Zagi dans l'ouvrage Les Fribourgeois sur la planète en 1987. Ses aventures ont inspiré trois autres auteurs : Over the Whitcombe Pass de John Pascoe (1960), Zagi de Damian Zingg (2007) et Pushing His Luck de Hilary Low (2010). Damian Zingg et Hilary Low se sont associés pour un ouvrage commun Hunger und Gold (2015). 